# Laena mirabilis
Laena mirabilis – gatunek chrząszcza z rodziny czarnuchowatych i podrodziny omiękowatych.
Gatunek ten został opisany w 1970 roku przez Zoltána Kaszaba. W 2008 Wolfgang Schawaller dokonał jego redeskrypcji. Miejscem typowym jest Kangding.
Chrząszcz o ciele długości od 7,8 do 9 mm. Przedplecze o brzegach bocznych i tylnym nieobrzeżonych, kątach tylnych zaokrąglonych; jego powierzchnia z trzema wgłębieniami i pokryta gęstymi, częściowo zlanymi, opatrzonymi krótkimi i leżącymi szczecinkami punktami oddalonymi od siebie o 0,5–1 średnicę. Na pokrywach brak rowków, tylko ułożone w rzędy punkty zanikające z tyłu, mniejsze do tych na przedpleczu i opatrzone krótkimi, leżącymi szczecinkami. Na międzyrzędach brak szczecinek czy punktowania, występuje tylko szagrynowanie. Siódmy międzyrząd kilowato wyniesiony i w części barkowej gałkowato nabrzmiały. Długość pokryw dwukrotnie większa niż szerokość. Odnóża obu płci o bezzębych udach. Samiec z długim apicale edeagusa.
Owad endemiczny dla Chin, znany tylko z Syczuanu.